# Rudi Häusler
Rudi Häusler ist ein früherer deutscher Skeletonsportler.
Rudi Häusler war in den 1970er Jahren der überragende deutsche Skeletonpilot. Bei den Deutschen Meisterschaften, die in dem Jahrzehnt durchweg in Königssee ausgetragen wurden, stand Häusler erstmals 1972 auf dem Podium, als er hinter Reto Gansser und Heinrich Platzer die Bronzemedaille gewann. Seine große Zeit begann 1973, als er seinen ersten Titel gewann. Abgesehen vom Jahr darauf, als ihn Josef Grubmüller nochmals auf den zweiten Rang verdrängen konnte, gewann Häussler bis 1979 alle möglichen sechs Titel. Damit war er bis zum Jahr 2000, als ihn Willi Schneider mit seinem siebten Titel übertraf, deutscher Rekordmeister. 1984 konnte er hinter Hans Kindl nochmals Vizemeister bei den Deutschen Meisterschaften in Winterberg werden. Ebenfalls sehr erfolgreich war Häusler bei Bayerischen Meisterschaften. 1975, 1976, 1977, 1989, 1980 und 1983 gewann er die Titel.